# Curiosivespa antiqua
Curiosivespa antiqua (лат.) — ископаемый вид ос рода Curiosivespa из семейства Vespidae. Один из древнейших представителей жалящих перепончатокрылых. Обнаружен в нижнемеловых отложениях Забайкалья (местонахождение Байса, аптский ярус, зазинская свита, Бурятия, около 120 млн лет).

## Описание
Длина переднего крыла 12 мм. Переднее крыло с жилкой 2m-cu входящей в 3-ю субмаргинальную ячейку (2RS); птеростигма много длиннее престигмы.
Вид Curiosivespa antiqua был впервые описан по отпечатку переднего крыла в 1990 году американским энтомологом Джеймсом Карпентером (James M. Carpenter, Museum of Comparative Zoology, Harvard University, Cambridge, США) и российским палеоэнтомологом и гименоптерологом Александром Павловичем Расницыным (Палеонтологический институт РАН, Россия) вместе с Priorvespa bullata (Priorvespinae). Включён в состав рода Curiosivespa Rasnitsyn, 1975, один из древнейших представителей семейства Vespidae в составе его подсемейства Euparagiinae. Среди древнейших ос-веспид: Priorvespa longiceps (125 млн лет, Забайкалье), Priorvespa directa (120 млн лет, Монголия). Вместе с меловыми видами Architiphia rasnitsyni, Priorvespa longiceps (130 млн лет, Забайкалье, Россия), Cretaproscolia asiatica (120 млн лет, Китай) и другими это древнейшие представители надсемейства веспоидных ос (Vespoidea) из отряда перепончатокрылые. Сестринские таксоны: Curiosivespa curiosa, C. derivata, C. magna, C. orapa, Priorparagia anancites, C. zigrasi, C. striata, Protovespa haxairei (Protovespinae) и другие. Видовое название происходит от латинского слова antiqua (древний).